# 复兴门 (北京)
39°54′29″N 116°21′28″E / 39.908°N 116.3579°E

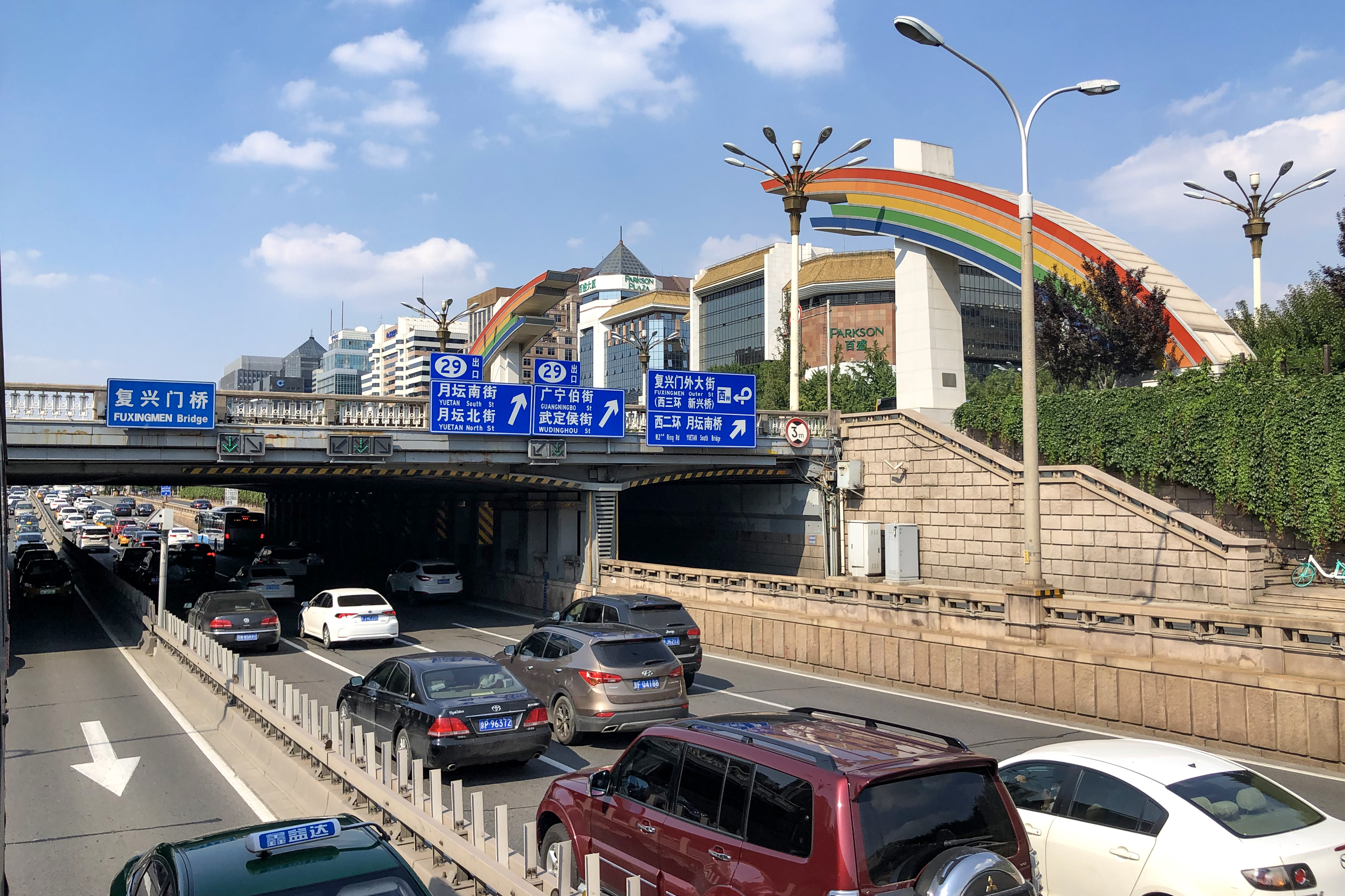
位于复兴门原址的复兴门桥

复兴门，原址位于今中国北京市西城区复兴门桥，是北京内城于1939年新辟城门，同建国门一样都不属于北京城内九外七老城门。

## 历史
日本发动侵华战争占领北平之后，为了东西方向运输便利，于1939年将邱祖胡同、卧佛寺街西口附近的北京内城西城墙扒开豁口，未筑城楼，当时取名为“长安门”，意为长治久安。1945年抗日战争胜利后，国民政府接管北平，将长安门改为复兴门，寓意国家复兴。
1956年至1957年，报子胡同、旧刑部街、邱祖胡同、卧佛寺街被拆除，辟建大街。该大街因在复兴门内，故名复兴门内大街。
復興門內曾有名叫太平湖的濕窪地，現已消失。
今天的复兴门已经是西二环路的重要交通枢纽，复兴门桥是北京最早建立的现代立交桥。

## 交通
- 北京地铁设有复兴门站，为北京地铁1号线和2号线的换乘车站。